# Corticaria saginata
Corticaria saginata är en skalbaggsart som beskrevs av Mannerheim 1844. Corticaria saginata ingår i släktet Corticaria, och familjen mögelbaggar. Arten är reproducerande i Sverige.